# Distretto di Ulubey (Uşak)
Il distretto di Ulubey (in turco Ulubey ilçesi) è uno dei distretti della provincia di Uşak, in Turchia.